# روز به روز
روز به روز (اسپانیایی: Día tras día‎) یک فیلم درام اسپانیایی است که در سال ۱۹۵۱ منتشر شد. از بازیگران آن می‌توان به خوزه ماریا پرادا اشاره کرد.
این فیلم در مادرید اسپانیا ساخته شده است اما ویژگی‌های نئورئالیسم ایتالیایی دارد.